# Chevilly (Szwajcaria)
Chevilly − miejscowość i gmina (commune) w zachodniej Szwajcarii, w kantonie Vaud, w okręgu (district) Morges. Leży nad rzekami Venoge i Veyron.   

## Demografia
W Chevilly mieszka 331 osób. W 2021 roku 15,1% populacji gminy stanowiły osoby urodzone poza Szwajcarią.